# Нела Антоновић
Нела Антоновић (Београд, 22. новембар 1953) српска је уметница, оснивач, директор и редитељ Театра Мимарт у Београду.

## Биографија и образовање
Нела Антоновић завршила је школу за савремени балет Смиљане Мандукић (1964-1972), а затим била члан ансамбла Београдски савремени балет Смиљане Мандукић до 1984. године. Похађала је вандредно основну Балетску школу “Лујо Давичо”, а усавршавала се у области уметничке игре у Европи и Америци, код педагога разних позоришних техника и кореографа и завршила специјалистичке мултимедијалне мастер студије на Факултету уметности ОНЦА (Oslo National College Of The Arts) у Ослу (Норвешка).
Студирала је и магистрирала на Технолошко-металуршком факултету у Београду. Звање научног истраживача стекла је током рада у Институту за технолошки развој. Упоредо је радила и на развоју перформанса, ументичке игре и физичког театра (енг. Physical theatre). Искуство научног истраживача савремене технологије пренела је и у позориште. Са ванпозоришног угла искуством истраживача својом методом, помера границе позоришта. Последњих година инсистира на трансмедијалном театру (енг. Transmedial theater).
Члан је Удружења драмских уметника Србије - УДУС, Удружења балетских уметника Србије - УБУС, СТАНИЦА - сервиса за савремени плес, АСИТЕЖ-а Србије.
Нела Антоновић ради као ментор у многим пројектима младих уметника, али и као учесница са уметницима: Игор Коруга, Мина Ћирић, Марко Милић, Сања Крсмановић Тасић, Снежана Арнаутовић, Лидија Антоновић ...

## Истраживачки рад
Године 1984. основала је у Београду Театар Мимарт, једно од првих алтернативних истраживачких позоришта у бившој Југославији. Ово позориште континуирано ради и данас.
Негујући идеју говора телом Смиљане Мандукић, Нела Антоновић је наставила истраживања феномена живота и снова, трагајући за иновативним. Она је, кроз повезивање теорије и праксе, у процесу рада пронашла оригинални ауторски метод креативне визуализације МИМАРТ који настаје поступком "судара", полазећи од две различите стране исте реалности феномена, који се истражује кроз физички театар и уметнички перформанс.

## Представе и перформанси
Нела Антоновић је, до 2024. године, режирала преко 70 представа и преко 600 уметничких перформанса. Аутор је отворене методе Мимарт, експерт неформалног образовања кроз концептуално мишљење, води интеркултуралне европске пројекте, креативни је ментор младих талената, води радионице мотивације и фасцилитације. Истражује развој публике, негује рад са грађанима и уметницима Србије кроз Community art performance и кроз пројекте инклузије. Ради на пројектима анимацији деце и грађана везаних за манифестације и фестивале у градовима Србије и Европе. Трансфер компетенција у ван позоришне области даје резултате у раду са младима, грађанима, мигрантима и осетљивим групама, што је допринос савременим позоришним истраживачким праксама. Кроз отворен процес ради са самосталним уметницима креативном партиципацијом интердисциплинарних уметности.

## Признања и награде
Нела Антоновић добитница је преко 60 награда и признања, од којих се издвајају: 
- Октобарска награда Града Београда „Октобарски цвет” за савремену игру (1972),
- Награда за кореографију "Прво натјецање кореографа Југославије" (Загреб, 1989),
- Награда за најбољу представу у целини "Круг" (БРАМС, 1994),
- Награда за неговање кореодраме “Слободан пад” (БРАМС, 1996),
- Награда за музику Лауре Мједе у представи "Громаде" (Grand Prix International Video Dance, Париз 1999),
- Награда „Грозданин кикот” за креирање методе Мимарт и допринос развоју драмског одгоја - регионална награда
- Похвала за сарадњу Института за уметничку игру (2019)
- Награда за допринос неговања пантомиме Светске организације пантомимичара, Special WMO Award: Golden Hand (2019)
- Специјална награда за подршку од оснивања фестивала ватре ЛилаЛо у Лозници, за (2021)